# Université fédérale d'Otuoke
L' Université fédérale d'Otuoke est une université nigériane, appartenant au gouvernement fédéral située à Otuoke, une ville de la région du gouvernement local d'Ogbia dans l'État de Bayelsa, dans le sud du Nigeria. L'Université a été créée en 2011 et a commencé avec 282 étudiants pionniers. Elle offre des cours diplômants au niveau premier cycle. L'Université offre des programmes de premier cycle dans la faculté des sciences, des sciences de gestion, des sciences sociales et humaines, de l'éducation, de l'ingénierie et de la technologie.

## Facultés
- Faculté des sciences humaines et sociales
- Faculté des sciences
- Faculté de génie et de technologie
- Faculté des sciences de gestion
- Faculté d'éducation